# Canton de Verteillac
Le canton de Verteillac est une ancienne division administrative française située dans le département de la Dordogne, en région Aquitaine.

## Historique
Le canton de Verteillac, appelé dans un premier temps « canton de Verteillat », est l'un des cantons de la Dordogne créés en 1790, en même temps que les autres cantons français. Il a d'abord été rattaché au district de Ribérac avant de faire partie de l'ancien arrondissement de Ribérac du 17 février 1800 au 10 septembre 1926, date de la suppression de cet arrondissement. À cette dernière date, il a été rattaché, avec six autres cantons, à l'arrondissement de Périgueux.
De 1833 à 1848, les cantons de Montagrier et de Verteillac avaient le même conseiller général. Le nombre de conseillers généraux était limité à 30 par département.

### Redécoupage cantonal de 2014-2015
Par décret du 21 février 2014, le nombre de cantons du département est divisé par deux, avec mise en application aux élections départementales de mars 2015. Le canton de Verteillac est supprimé à cette occasion. Ses dix-sept communes sont alors rattachées au canton de Ribérac.

## Géographie
Ce canton était organisé autour de Verteillac dans l'arrondissement de Périgueux. Son altitude variait de 50 m (Saint-Paul-Lizonne) à 216 m (Bourg-des-Maisons) pour une altitude moyenne de 128 m.

## Représentation

### Conseillers généraux de 1833 à 2015
Avant 1833, les conseillers généraux étaient désignés, et ne représentaient pas un canton déterminé.
| Période | Période          | Identité                                     | Étiquette                      | Qualité |
| ------- | ---------------- | -------------------------------------------- | ------------------------------ | --- |
| 1833    | 1848             | Jean Noël de Jean de Jovelle                 |                                | Propriétaire du château de Fongrenon, maire de Cercles                                                                                          |
| 1848    | 1851 (décès)     | Jean Antoine Pasquy-Ducluzeau                | Républicain modéré             | Médecin, maire de Montagrier Député (1831-1837, 1848-1851)                                                                                      |
| 1851    | 1861             | Jean Noël de Jean de Jovelle                 |                                | Propriétaire du château de Fongrenon, maire de Cercles                                                                                          |
| 1861    | 1869             | Jean-Baptiste Louis Desvergnes               |                                | Médecin à Verteillac |
| 1869    | 1875             | Jacques Delugin                              |                                | Maire de Verteillac, conseiller d'arrondissement                                                                                                |
| 1875    | 1886             | Marie Oscar de Fourtou                       | Bonapartiste puis Conservateur | Avocat Député (1876-1880 et 1889-1893) Sénateur (1880-1885) Ministre (1873 à 1877)                                                              |
| 1886    | 1911             | Pierre Desvergnes                            | Rad.                           | Médecin de la Gendarmerie, Verteillac |
| 1911    | 1924 (démission) | Jules Silvère Brunet                         | RG                             | Représentant de commerce Député (1910-1924) Maire de Ribérac                                                                                    |
| 1924    | 1934             | Pierre-Marty Martinot-Lamartinie             | RG                             | Géomètre-expert Maire de Saint-Martial-Viveyrol (1907-1920) puis de Verteillac                                                                  |
| 1934    | 1940             | Marc Martinot-Lamartinie (fils du précédent) | PRS                            | Conseiller municipal de Verteillac |
|         |                  |                                              |                                | |
| 1945    | 1955             | Pierre Pireaud                               | SFIO                           | Maire de Nanteuil-de-Bourzac Ancien conseiller d'arrondissement (révoqué par le Gouvernement de Vichy)                                          |
| 1955    | 1985             | André Meyssignac                             | RGR puis Rad. puis MRG         | Propriétaire-exploitant Maire de Gout-Rossignol Conseiller régional Suppléant du député Georges Bonnet (1958-1962)                              |
| 1985    | 1998             | Marc Étourneaud                              | UDF-Rad.                       | Retraité militaire Maire de Saint-Martial-Viveyrol (1983-1995)                                                                                  |
| 1998    | 2004             | Jean Faye                                    | PS                             | Retraité de l'enseignement Maire de Gout-Rossignol (1995-2008)                                                                                  |
| 2004    | 2015             | Didier Bazinet                               | PS                             | Exploitant agricole Maire de Coutures depuis 2001 Président de la CC du Périgord Ribéracois (depuis 2014) Élu en 2015 dans le canton de Ribérac |

### Conseillers d'arrondissement (de 1833 à 1940)
Le canton de Verteillac avait deux conseillers d'arrondissement jusqu'en 1895 et de 1898 à 1913.
Il faisait partie de l'arrondissement de Ribérac jusqu'à sa disparition en 1926.
| Période                                  | Période      | Identité                      | Étiquette         | Qualité |
| ---------------------------------------- | ------------ | ----------------------------- | ----------------- | --- |
| Les données manquantes sont à compléter. |              |                               |                   | |
| 1833                                     |              | Jean Baptiste Fayolle-Lussac  |                   | Juge de paix à Verteillac, propriétaire à Nanteuil-de-Bourzac                                               |
| 1833                                     |              | Guillaume Modenel             |                   | Notaire à Champagne                                                                                         |
|                                          |              |                               |                   | |
| avant 1855                               | 1869         | Jacques Delugin               |                   | Maire de Verteillac                                                                                         |
| avant 1855                               | 1871         | Jean-Baptiste Thédenat        |                   | Juge de paix à Verteillac                                                                                   |
| 1869                                     | 1889         | Jean-Nicolas Delugin          | Droite            | Maire de Bouteilles-Saint-Sébastien (révoqué en 1880)                                                       |
| 1871                                     | 1883         | Jean-Baptiste Victor Demilhac |                   | Propriétaire, adjoint au maire de Bouteilles-Saint-Sébastien                                                |
| 1883                                     | 1895         | Amédée Coudret                | Droite            | Propriétaire, négociant, maire de Verteillac                                                                |
| 1889                                     | 1895         | Gustave Modenel               | Droite            | Avoué, propriétaire à La Chapelle-Grésignac                                                                 |
| 1895                                     | 1919         | François Clément              | Républicain       | Banquier, maire de Cherval                                                                                  |
| 1898                                     | 1913         | Louis Edmé Simonnet           | Républicain       | Agriculteur, maire de Vendoire                                                                              |
| 1919                                     | 1925         | Théodore Joussain             |                   | Propriétaire et industriel, conseiller municipal de La Tour-Blanche                                         |
| 1925                                     | 1931         | François Clément              | Républicain       | Banquier, maire de Cherval                                                                                  |
| 1931                                     | 1937 (décès) | Jean Angel Beaudout           |                   | Maire de Saint-Martial-Viveyrol                                                                             |
| 1937                                     | 1940         | Pierre Pireaud                | Union des gauches | Maire de Nanteuil-de-Bourzac                                                                                |
| 1940                                     |              |                               |                   | Les conseils d'arrondissement ont été suspendus par la loi du 12 octobre 1940 et n'ont jamais été réactivés |

Sources : "Annuaires et calendriers 1789-1842 " sur le site des archives départementales de la Dordogne. https://archives.dordogne.fr/r/72/fonds-imprimes/annuaires-et-calendriers?arko_default_6076b1c79b335--ficheFocus=

### Jumelage

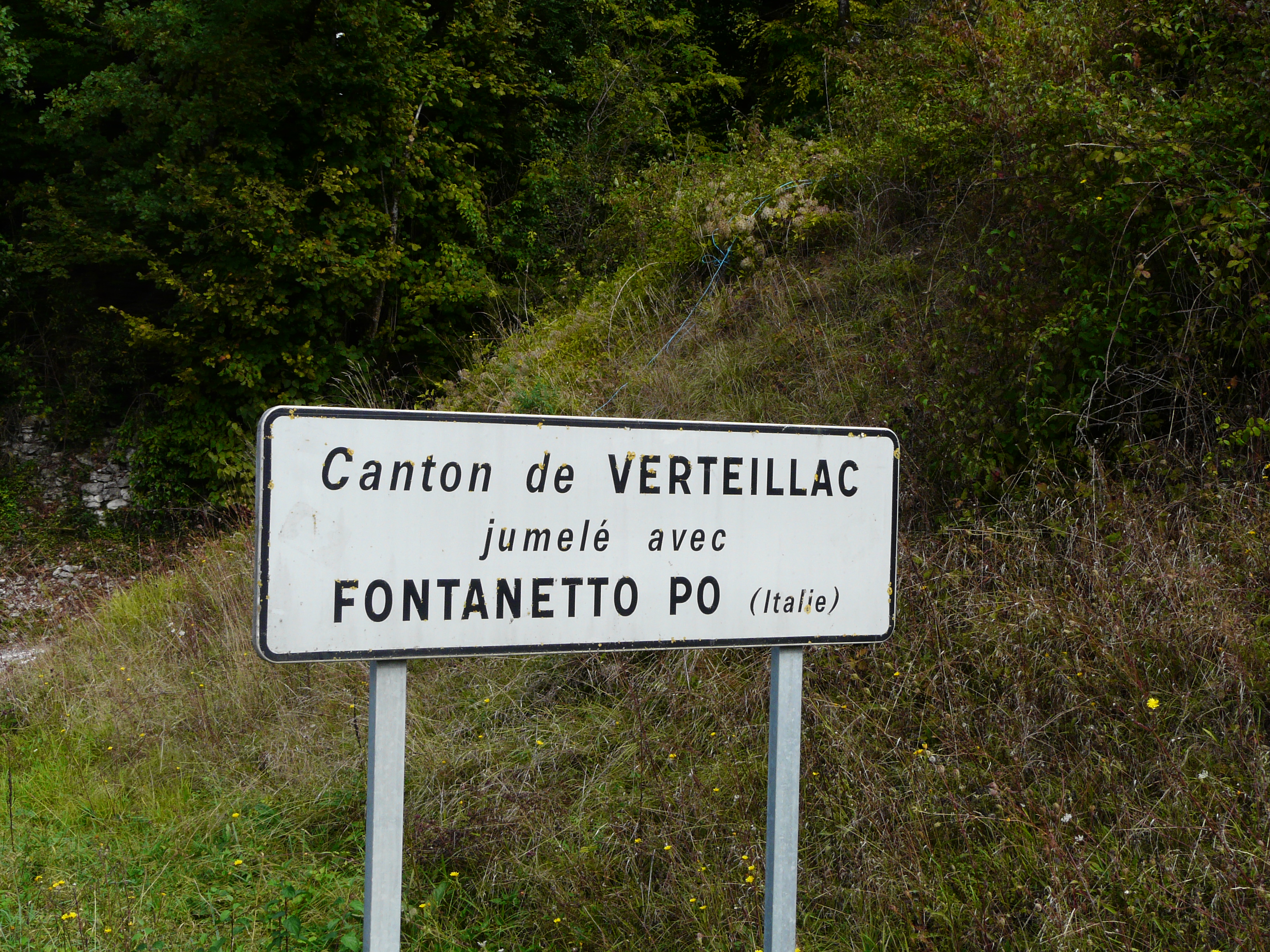
Panneau de jumelage avec Fontanetto Po.

L'ensemble des communes du canton de Verteillac est jumelé avec la commune italienne de Fontanetto Po depuis 1988.

## Composition
Le canton de Verteillac regroupait dix-sept communes et comptait 4 494 habitants (population municipale) au 1er janvier 2011.
| Communes                   | Population (2012) | Code postal | Code Insee |
| -------------------------- | ----------------- | ----------- | ---------- |
| Bertric-Burée              | 432               | 24320       | 24038      |
| Bourg-des-Maisons          | 62                | 24320       | 24057      |
| Bouteilles-Saint-Sébastien | 187               | 24320       | 24062      |
| Cercles                    | 202               | 24320       | 24093      |
| Champagne-et-Fontaine      | 397               | 24320       | 24097      |
| La Chapelle-Grésignac      | 116               | 24320       | 24109      |
| La Chapelle-Montabourlet   | 68                | 24320       | 24110      |
| Cherval                    | 287               | 24320       | 24119      |
| Coutures                   | 191               | 24320       | 24141      |
| Gout-Rossignol             | 397               | 24320       | 24199      |
| Lusignac                   | 187               | 24320       | 24247      |
| Nanteuil-Auriac-de-Bourzac | 232               | 24320       | 24303      |
| Saint-Martial-Viveyrol     | 205               | 24320       | 24452      |
| Saint-Paul-Lizonne         | 300               | 24320       | 24482      |
| La Tour-Blanche            | 442               | 24320       | 24554      |
| Vendoire                   | 153               | 24320       | 24569      |
| Verteillac                 | 636               | 24320       | 24573      |

## Démographie
| 1962  | 1968  | 1975  | 1982  | 1990  | 1999  | 2006  | 2011  | 2012  |
| ----- | ----- | ----- | ----- | ----- | ----- | ----- | ----- | ----- |
| 5 967 | 5 510 | 4 957 | 4 836 | 4 850 | 4 655 | 4 601 | 4 494 | 4 452 |